# Janine Altounian
Janine Altounian, née le 22 août 1934 à Paris, est une germaniste, essayiste et traductrice française. Elle a notamment été responsable de l’harmonisation dans l’équipe éditoriale des Œuvres complètes de Freud / Psychanalyse publiées aux Presses universitaires de France.

## Parcours
Janine Altounian naît à Paris, dans une famille d'origine arménienne. Ses parents, rescapés du génocide arménien, sont arrivés en France en 1919. Elle témoigne dans de nombreux ouvrages, articles et conférences de son rapport à son histoire personnelle et familiale, configurée par ce génocide de 1915, perpétré sous le gouvernement des Jeunes-Turcs, dans l’Empire ottoman.
Elle s'est continuellement engagée dans le témoignage d’un tel héritage avec une écriture particulière d'« analysante ». Elle est l'une des membres fondateurs de l'Association internationale de recherche sur les crimes contre l'humanité et les génocides (Aircrige), en 1997.
Janine Altounian est germaniste et traductrice de Freud, dès 1970, collaborant à l'édition des œuvres complètes de Freud qu'a dirigée Jean Laplanche aux Puf.

## Survivance, traumatisme et transmission intergénérationnelle
Janine Altounian a investigué, dans une perspective psychanalytique, des questions liées au traumatique dans la transmission transgénérationnelle, en lien avec son expérience de descendante d'une famille de survivants à un crime de masse. La traduction et l'édition critique du journal rédigé par son père, Vahram Altounian, en 1920-1921, pour témoigner de ce qu’il a vécu de 1915 à 1919, est à replacer dans cette perspective.
Autour de cette publication, Janine Altounian mène une réflexion sur la possibilité, pour la deuxième ou troisième génération d'héritiers de survivants d'un massacre de masse, d'en élaborer la transmission traumatique. Elle fait pour cela référence aux théorisations freudiennes.

### Le récit de Vahram Altounian et sa traduction

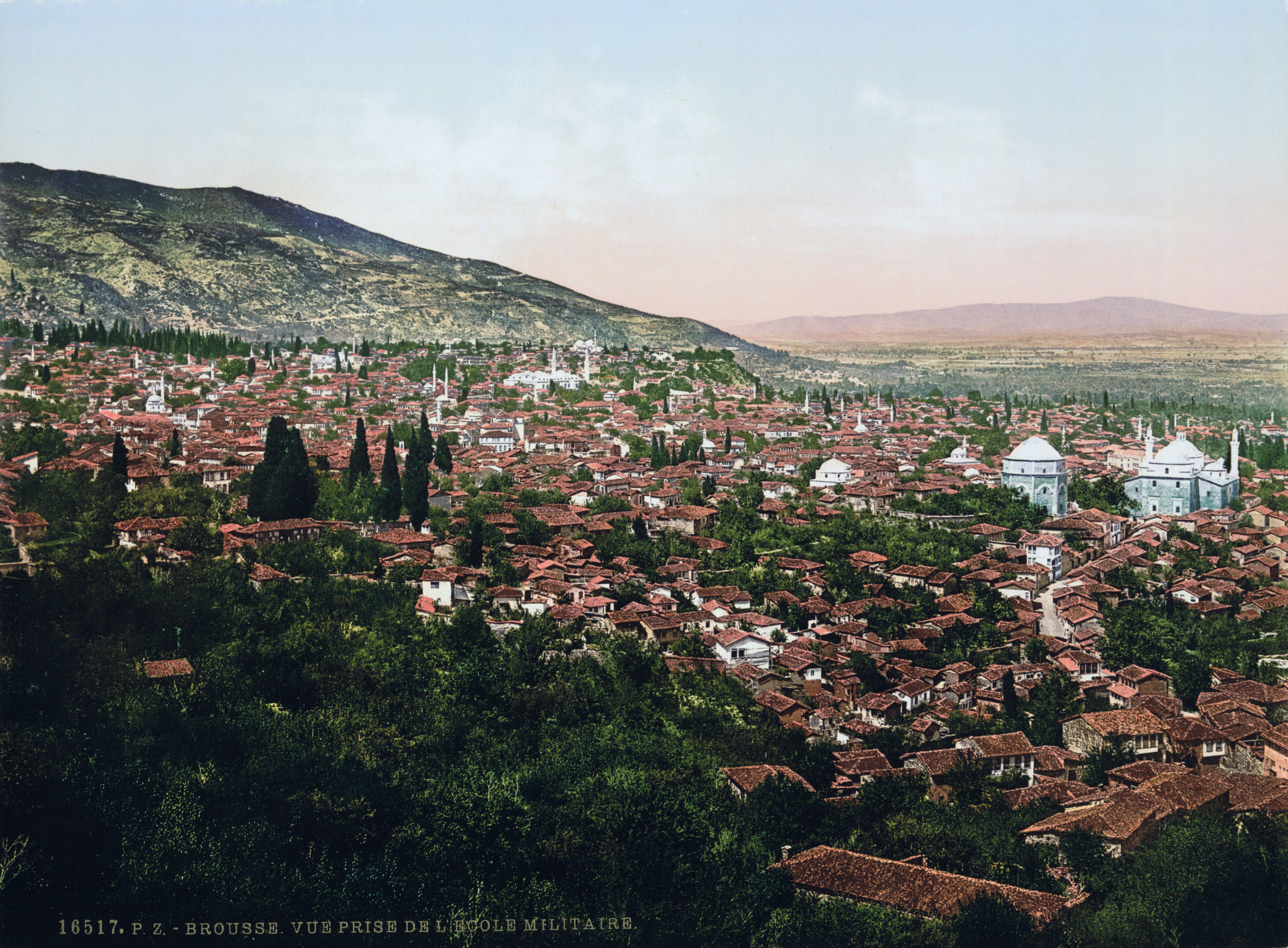
Bursa vers 1890/1905

Vahram Altounian est né le 21 août 1901 à Boursa, ville du nord-ouest de la Turquie d'Asie, à 240 kilomètres de Constantinople, capitale de l'Empire ottoman. Son père, épicier, cultivait des champs de roses dont il extrayait l’huile de rose. Ses deux frères aînés vivent déjà en France au moment du génocide, lorsque Vahram, ses parents et son plus jeune frère, sont victimes des déportations et des exterminations de masse qui visaient la population arménienne de l'Empire ottoman, entre 1915 et 1916. Le 10 août 1915, Vahram et sa famille sont contraints à une déportation à travers le désert anatolien, jusqu'en Syrie, au cours de laquelle son père est assassiné. Alors qu'il a trouvé refuge en France, à Lyon, Vahram met par écrit ces événements, en août 1920, dans une perspective de témoignage. Son récit en langue turque transcrite en alphabet arménien, est intitulé Tout ce que j'ai enduré de 1915 à 1919, et occupe 34 pages d'un cahier reproduit en fac-similé dans l'édition critique de 2009.
C'est en 1978, après la mort de son père, que Janine Altounian apprend par sa mère l'existence de ce journal, et décide de le faire traduire. La traduction, réalisée par Krikor Beledian, écrivain et professeur à l'Institut national des langues et civilisations orientales de Paris, est achevée en 1980. Janine Altounian a fait don de ce Journal à la BnF lors de l'événement enregistré dans la vidéo du lien : Inauguration de l'entrée du "Journal de Vahram Altounian" au Département des Manuscrits de la Bibliothèque nationale de France - 30 septembre 2022 | Janine Altounien

### L'édition du journal de Vahram Altounian et autres écrits
Plusieurs textes de Janine Altounian sur son héritage de survivants arméniens sont publiés par la revue Les Temps modernes, à partir de 1975. J. Altounian a ainsi sollicité Simone de Beauvoir pour que la revue publie son premier texte « Comment peut-on être Arménien ? », en juin 1975. « Une Arménienne à l'école » paraît en 1977 et « À la recherche d'une relation au père, soixante ans après un génocide » en 1978.
Le Journal de Vahram est ainsi le quatrième texte publié par les Temps Modernes, en 1982, avec une postface et des notes explicatives. Le regroupement de ces articles des Temps modernes a donné lieu au premier livre de Janine Altounian, « Ouvrez-moi seulement les chemins d’Arménie ». Un génocide aux déserts de l’inconscient, en 1990. Cet ouvrage, préfacé par René Kaës, avec les lectures analytiques de livres qu’elle y propose, attire l’attention aussi bien des psychanalystes travaillant sur l’héritage traumatique que des comparatistes étudiant la littérature des catastrophes historiques, Régine Waintrater, Jean-François Chiantaretto, ou Catherine Coquio. En 2009 paraît l'ouvrage collectif, Mémoire du génocide arménien, « co-signé par une vivante et un mort, Janine Altounian et son père Vahram Altounian ».

## La collaboration à l'édition des Œuvres complètes de Freud (PUF)

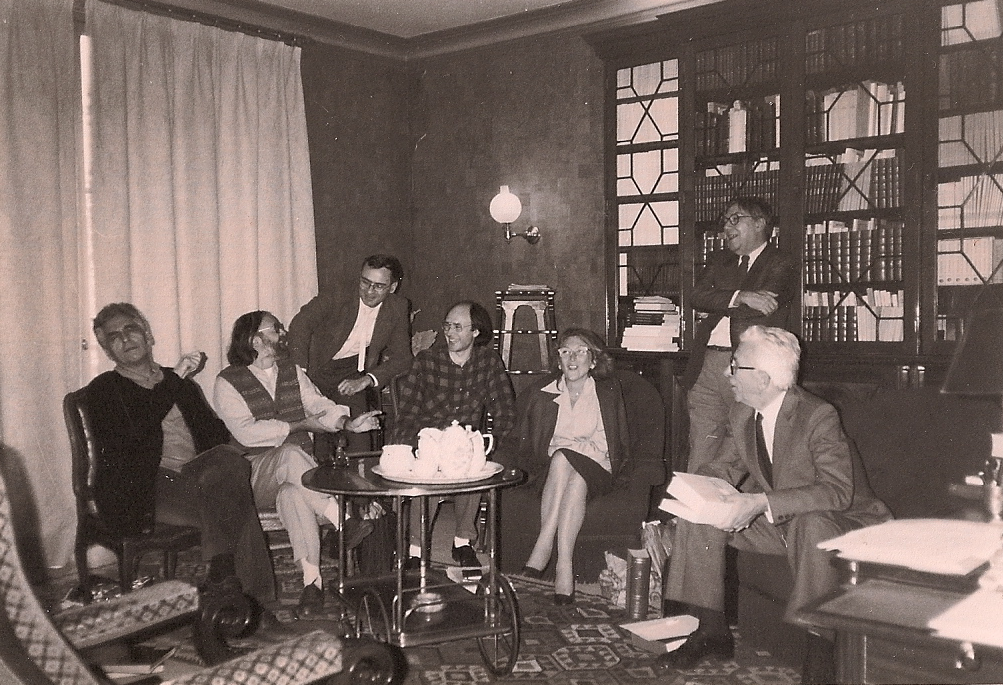
Équipe éditoriale des Œuvres complètes, au centre, Janine Altounian

En 1970, Janine Altounian, germaniste de formation, devient traductrice de Freud, en rejoignant l’équipe éditoriale dont Jean Laplanche est le directeur scientifique. À partir de 1983, le projet de traduction intégrale, aux PUF, des Œuvres complètes de Freud est engagé, le premier volume, numéroté XIII, paraît en 1989, le vingtième et dernier volume de textes est paru en septembre 2015, ainsi qu'un volume XXI d'index en novembre 2018.

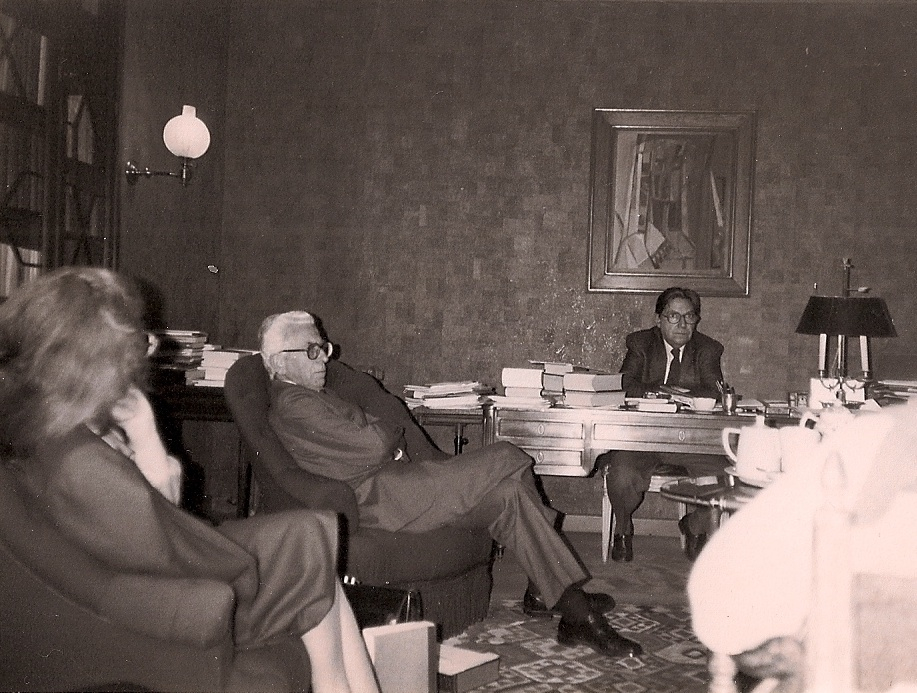
Équipe éditoriale, chez Jean Laplanche

Dans cette entreprise, qui a réuni André Bourguignon, Pierre Cotet, François Robert et Alain Rauzy, Janine Altounian est plus spécifiquement chargée de « l'harmonisation des traductions », travail qu’en compagnie de Pierre Cotet, elle poursuit par vidéoconférence avec Jean Laplanche, à partir du moment où l’état de santé de celui-ci ne lui permettait plus de venir à Paris, et cela jusqu’à son décès en 2012. Elle publie, en 2003, l'ouvrage, L'écriture de Freud, où elle étudie la langue de cet auteur et les problèmes spécifiques que pose la traduction d’une écriture qui exprime la pensée de phénomènes et processus inconscients.

## Publications
Une bibliographie plus complète est disponible sur son site personnel (cf. liens).

### Ouvrages
- « Ouvrez-moi seulement les chemins d'Arménie ». Un génocide aux déserts de l'inconscient, préface de René Kaës, coll. « Confluents psychanalytiques », Paris, Les Belles Lettres, 1990 (2e éd. 2003).
- La Survivance. Traduire le trauma collectif, préface de Pierre Fédida, postface de René Kaës, coll. « Inconscient et culture », Paris, Dunod, 2000.
- L’Écriture de Freud. Traversée traumatique et traduction, coll. « Bibliothèque de psychanalyse », Paris, Puf, 2003.
- L'Intraduisible. Deuil, mémoire, transmission, coll. « Psychismes », Paris, Dunod, 2005.
- Mémoires du génocide arménien. Héritage traumatique et travail analytique, Vahram et Janine Altounian, avec les contributions de K. Beledian, J.F. Chiantaretto, M. Fraire, Y. Gampel, R. Kaës, R. Waintrater, Paris, Puf, 2009, 208 p. lire en ligne.
- De la cure à l'écriture : L'élaboration d'un héritage traumatique, Paris, Puf, 2012 (présentation en ligne)
- (it) Ricordare per Dimenticare. Il genocidio armeno nel diario di un padre e nella memoria di una figlia, Janine e Vahram Altounian, con un saggio di Manuela Fraire, Donzelli Editore, Saggine/107, 2007.
- (tr) Geri Dönüşü Yok. Bir Babanın Güncesinde ve Kızının Belleğinde Ermeni Soykırımı (Sans retour possible. Le génocide des Arméniens dans le journal d’un père et la mémoire de sa fille), Vahram ve Janine Altounian, avec des contributions de Janine Altounian, Krikor Beledian, René Kaës et Régine Waintrater, Istanbul, éditions Aras Yayincilik, 2015.
- L’Effacement des lieux. Autobiographie d’une analysante, héritière de survivants et traductrice de Freud, Puf, 2019, 280 p.  (ISBN 978-2130814078)

### Chapitres d'ouvrages et articles
- « Traduire Freud ? III – Singularité d’une écriture », Revue française de psychanalyse, 47, 1983/6, p. 1297-1327.
- « Passion et oubli d'une mémoire collective mise au travail dans la cure et l'écriture. Témoignage d'une analysante, héritière du génocide arménien », Revue française de psychanalyse, 2001/1, p. 9-21, [lire en ligne].
- « La littérature comme sauvetage de la figure du père », in J. André & C. Chabert (dir.), L'oubli du père, coll. « Petite bibliothèque de psychanalyse », Paris, Puf, 2004.
- « Traduire d’une langue à l’autre ou d’une absence de langue à ce qui s’y entend », in K. Nassikas, E. Prak-Derrington, C. Rossi, Fabriques de la langue, coll. « Le fil rouge », Paris, Puf, 2012.
- « Dégagement, au cours de la cure et par l’écriture, des pulsions de vie enfouies dans un héritage traumatique », p. 53-74, Le Langage malgré tout, Annuel de l’APF, Puf, 2014,  (ISBN 978-2-13-062521-6)
- « Après-propos », in J.-F. Chiantaretto (dir.) Écriture de soi, écriture des limites, p. 423-433, Paris, Hermann, 2014.

### Entretiens
- Luba Jurgenson & Philippe Mesnard, « Janine Altounian », Témoigner entre Histoire et mémoire (Revue internationale de la fondation Auschwitz), no 119, 2014/3, p. 50-59.
- Marie Rose Moro & Marion Géry, « Ce pays qui aurait pu être le mien. Entretien avec Janine Altounian », L'Autre, vol. 18, no 3,‎ mars 2017, p. 369-378 (ISSN 1626-5378, lire en ligne, consulté le 14 février 2018).
- « Janine Altounian — Passé composé, figures du siècle », sur INA Entretiens patrimoniaux (consulté le 2 mai 2025) durée = 02:15:51.

### Émissions et conférences
- Semaine Freud : Janine Altounian, traductrice, essayiste, « For intérieur », émission d'Olivier Germain-Thomas, France Culture, 29.01.2010, interview en ligne.
- Freud, une langue de rêve, Janine Altounian 15.03.04, Conférences de Psychiatrie française, en ligne.
- Œuvres complètes de Freud (Puf), traduction du volume no 5, émission de François Noudelmann (9 min), 14.11.2012, en ligne.
- Cérémonie d’achèvement de la traduction des OCF/P, Paris, 4.11.2015, en ligne, 69 min, avec Christophe Dejours, Monique Labrune, Alain Rauzy, Pierre Cotet, Janine Altounian notamment.
- « Ma rencontre avec Krikor Beledian, détenteur et traducteur d’une culture perdue », colloque international sur Krikor Beledian et la littérature moderne arménienne, Paris, INALCO, 17-18 septembre 2015[16].